# Spirit (álbum de Depeche Mode)
Spirit (en español, Espíritu) es el décimo cuarto álbum del grupo inglés de música electrónica Depeche Mode (Dave Gahan, Andrew Fletcher, Martin Gore), producido durante 2016-17 y publicado en 2017.
Fue producido por James Ford. La mayoría de temas fueron compuestos por Martin Gore, excepto «You Move» que compuso con Dave Gahan, «Cover Me» y «Poison Heart» que fueron compuestos por Gahan, Peter Gordeno y Christian Eigner, así como «No More (This is the Last Time)» que fue compuesto por Gahan con Kurt Uenala.
Con motivo del disco, Depeche Mode realizó durante 2017-18 la gira Global Spirit Tour con los propios Eigner en la batería y Gordeno en teclados como músicos de apoyo. Posteriormente, en 2019 se publicó el documental Spirits in the Forest con el álbum en directo Live Spirits.
Fue el último disco de la banda en el cual participó Andrew Fletcher previo a su fallecimiento en 2022 y consecuentemente el último en que Depeche Mode apareció como trío.

## Listado de canciones
El álbum apareció en cuatro ediciones, la estándar en disco compacto, como edición de lujo en dos discos, en doble disco de vinilo y en streaming.

### Edición enCD
| Spirit |                                   |                        |          |  |
| N.º    | Título                            | Escritor(es)           | Duración |  |
| 1.     | «Going Backwards»                 | Gore                   | 5:43     |  |
| 2.     | «Where's the Revolution»          | Gore                   | 4:59     |  |
| 3.     | «The Worst Crime»                 | Gore                   | 3:48     |  |
| 4.     | «Scum»                            | Gore                   | 3:14     |  |
| 5.     | «You Move»                        | Gore, Gahan            | 3:50     |  |
| 6.     | «Cover Me»                        | Gahan, Gordeno, Eigner | 4:52     |  |
| 7.     | «Eternal»                         | Gore                   | 2:25     |  |
| 8.     | «Poison Heart»                    | Gahan, Gordeno, Eigner | 3:17     |  |
| 9.     | «So Much Love»                    | Gore                   | 4:29     |  |
| 10.    | «Poorman»                         | Gore                   | 4:26     |  |
| 11.    | «No More (This is the Last Time)» | Gahan, Uenala          | 3:14     |  |
| 12.    | «Fail»                            | Gore                   | 5:07     |  |

### Edición de lujo
La edición de lujo contiene, además del mismo primer disco de la edición estándar, un segundo disco con cinco mezclas de Depeche Mode, Matrixxman y Kurt Uenala, colectivamente tituladas Jungle Spirit Mix, pues así se llama el estudio en donde se realizaron, Jungle, así como un booklet de 28 páginas con arte exclusivo y fotos del colaborador largamente asociado con la banda, Anton Corbijn.

| Disco dos, Jungle Spirit Mixes |                              |          |  |
| N.º                            | Título                       | Duración |  |
| 1.                             | «Cover Me» (Alt Out)         | 4:27     |  |
| 2.                             | «Scum» (Frenetic Mix)        | 5:26     |  |
| 3.                             | «Poison Heart» (Tripped Mix) | 4:16     |  |
| 4.                             | «Fail» (Cinematic Mix)       | 5:38     |  |
| 5.                             | «So Much Love» (Machine Mix) | 7:20     |  |

### Edición enLP
El álbum apareció también en formato de disco de vinilo, en dos discos, aunque curiosamente, cada lado contiene cuatro temas, por lo cual el segundo lado del segundo disco está en blanco, solo tiene un grabado del título Spirit. La edición adicionalmente cuenta con un código para descargar el álbum digitalmente.
Disco uno
| Lado A |                          |          |  |
| N.º    | Título                   | Duración |  |
| 1.     | «Going Backwards»        | 5:41     |  |
| 2.     | «Where´s the Revolution» | 4:57     |  |
| 3.     | «The Worst Crime»        | 3:47     |  |
| 4.     | «Scum»                   | 3:14     |  |

| Lado B |                |          |  |
| N.º    | Título         | Duración |  |
| 1.     | «You Move»     | 3:47     |  |
| 2.     | «Cover Me»     | 4:49     |  |
| 3.     | «Eternal»      | 2:22     |  |
| 4.     | «Poison Heart» | 3:16     |  |

Disco dos
| Lado C |                                   |          |  |
| N.º    | Título                            | Duración |  |
| 1.     | «So Much Love»                    | 4:28     |  |
| 2.     | «Poorman»                         | 4:25     |  |
| 3.     | «No More (This is the Last Time)» | 3:12     |  |
| 4.     | «Fail»                            | 5:06     |  |

### Edición digital
El álbum apareció también en edición digital, la cual contiene los correspondientes diecisiete temas que componen la versión de lujo, a través de iTunes, así como de Spotify en su edición de lujo.

## Créditos
Martin Gore - guitarras, sintetizadores y segunda voz; además canta los temas Eternal y Fail.
David Gahan - voz principal.
Andrew Fletcher - bajo eléctrico y sintetizador. Tiene participación vocal en el tema Where's the Revolution.
James Ford - producción y mezcla; batería, excepto en Eternal; guitarra con pedal en Cover Me.
Daniel Miller - A&R.
Anton Corbijn - portada, dirección de arte y visuales con SMEL (Ámsterdam).
Matrixxman - programación.
Kurt Uenala - programación; bajo eléctrico en Poison Heart y en No More (This is the Last Time).
Jimmy Robertson - ingeniería e ingeniería de mezcla.
Brendan Morawski - asistente de mezcla y de estudio.
Brian Lucey - masterización.
Connor Long, Oscar Muñoz y David Schaeman - asistentes de estudio.

## Sencillos
- Where's the Revolution
- Going Backwards
- Cover Me

La versión del vídeo promocional de «Where´s the Revolution» es más corta que la del tema en álbum y en su propio disco sencillo. Las versiones de «Going Backwards» y «Cover Me» como sencillos son más cortas que como aparecen en el álbum, además, la mezcla de "Cover Me" como sencillo es distinta.
La distribución inicial de los sencillos fue solo mediante plataformas digitales.
Es el primer álbum de DM que no presentó propiamente ningún lado B.

## The 12" Singles
Es una colección iniciada en 2018, con Speak & Spell y A Broken Frame, de todos los sencillos de DM, por álbum, en estricto orden cronológico, presentados en ediciones de lujo en formato de 12 pulgadas, que continuó ese mismo año con Construction Time Again y Some Great Reward, y en 2019 con Black Celebration y Music for the Masses, en 2020 con Violator y Songs of Faith and Devotion, en 2021 con Ultra, en 2022 con Exciter y Playing the Angel, y en 2023 con Sounds of the Universe y Delta Machine, y con Spirit en 2024, el cual presenta sus tres sencillos en seis discos y un séptimo disco especial con mezclas de temas también promocionados.
Pese a que la colección es en discos de 12 pulgadas, también se publicó y está disponible en streaming.
Where's the Revolution [Remixes]
| Lado A |                                                |          |  |
| N.º    | Título                                         | Duración |  |
| 1.     | «Where's the Revolution» (Autolux Remix)       | 4:16     |  |
| 2.     | «Where's the Revolution» (Pearson Sound Remix) | 6:33     |  |

| Lado B |                                                         |          |  |
| N.º    | Título                                                  | Duración |  |
| 1.     | «Where's the Revolution» (Algiers Click Farm Remix)     | 3:27     |  |
| 2.     | «Where's the Revolution» (Simian Mobile Disco Remix)    | 8:48     |  |
| 3.     | «Where's the Revolution» (Pearson Sound Beatless Remix) | 4:22     |  |

Where's the Revolution [Remixes]
| Lado C |                                                       |          |  |
| N.º    | Título                                                | Duración |  |
| 1.     | «Where's the Revolution» (Simian Mobile Disco Dub)    | 8:48     |  |
| 2.     | «Where's the Revolution» (Terence Fixmer Spatial Mix) | 6:29     |  |

| Lado D |                                                       |          |  |
| N.º    | Título                                                | Duración |  |
| 1.     | «Where's the Revolution» (Patrice Bäumel Remix)       | 6:56     |  |
| 2.     | «Where's the Revolution» (Ewan Pearson Kompromat Dub) | 8:22     |  |

Going Backwards [Remixes]
| Lado E |                                       |          |  |
| N.º    | Título                                | Duración |  |
| 1.     | «Going Backwards» (Chris Liebing Mix) | 9:08     |  |

| Lado F |                                                        |          |  |
| N.º    | Título                                                 | Duración |  |
| 1.     | «Going Backwards» (Solomun Club Remix)                 | 7:53     |  |
| 2.     | «Going Backwards» (The Belleville Three Deep Bass Dub) | 5:58     |  |

Going Backwards [Remixes]
| Lado G |                                                 |          |  |
| N.º    | Título                                          | Duración |  |
| 1.     | «Going Backwards» (Chris Liebing Burn Slow Mix) | 7:08     |  |
| 2.     | «Going Backwards» (Point Point Remmix)          | 4:32     |  |

| Lado H |                                     |          |  |
| N.º    | Título                              | Duración |  |
| 1.     | «You Move» (Latroit Remix)          | 4:17     |  |
| 2.     | «Poison Heart» (Soulsavers Re-Work) | 3:40     |  |

Cover Me [Remixes]
| Lado I |                                              |          |  |
| N.º    | Título                                       | Duración |  |
| 1.     | «Cover Me» (Ellen Allien U.F.O. RMX)         | 9:37     |  |
| 2.     | «Cover Me» (I Hate Models Cold Lights Remix) | 9:55     |  |

| Lado J |                                    |          |  |
| N.º    | Título                             | Duración |  |
| 1.     | «Cover Me» (Nicole Moudaber Remix) | 11:17    |  |
| 2.     | «Cover Me» (Kalli Remix)           | 6:28     |  |

Cover Me [Remixes]
| Lado K |                                            |          |  |
| N.º    | Título                                     | Duración |  |
| 1.     | «Cover Me» (Erol Alkan White Light Rework) | 7:21     |  |
| 2.     | «Cover Me» (Texas Gentlemen Remix)         | 5:22     |  |

| Lado L |                                                  |          |  |
| N.º    | Título                                           | Duración |  |
| 1.     | «Cover Me» (Warpaint Steez Remix)                | 6:23     |  |
| 2.     | «Cover Me» (Josh T. Pearson Choose Hellth Remix) | 4:48     |  |

The Highline Sessions
| Lado M |                                                   |          |  |
| N.º    | Título                                            | Duración |  |
| 1.     | «Going Backwards» (The Highline Sessions version) | 5:27     |  |
| 2.     | «So Much Love» (The Highline Sessions version)    | 3:58     |  |
| 3.     | «Poison Heart» (The Highline Sessions version)    | 3:31     |  |

The Highline Sessions
| Lado N |                                                   |          |  |
| N.º    | Título                                            | Duración |  |
| 1.     | «The Worst Crime» (The Highline Sessions version) | 3:57     |  |
| 2.     | «Heroes» (The Highline Sessions version)          | 6:23     |  |

## Datos
- El tema «Where's the Revolution» se anunció inicialmente solo con el nombre de "Revolution".[23]
- Maelstrom fue considerado como título para el álbum, pero fue desestimado por sonar muy heavy metal.[24]
- Todos los temas aparecen en el álbum como registrados desde el año 2015, excepto «You Move», «Eternal» y «So Much Love», que aparecen registrados en 2016.
- El tema «Fail», cantado por Martin Gore, es el primero en toda la carrera de DM que contiene un improperio, al concluir su primera estrofa con la frase "Oh, we're fucked", algo así como "Oh, estamos jodidos".
- El tema «Fail» es el único en el que se pronuncia la palabra Spirit.
- Spirit es el álbum de DM de título más corto después de Ultra de 1997 y contiene dos temas con títulos también de los más cortos de todo el catálogo del grupo, «Scum» y «Fail».
- Los temas «The Worst Crime», «Eternal», «Poorman» y «No More (This is the Last Time)» no llegaron a ser interpretados por DM en concierto.

Como prácticamente todos los álbumes de DM posteriores a la salida de Alan Wilder, si bien sigue una línea compositiva socialista, como colección resulta en general bastante diversa, con temas que van de la influencia del country, a lo más sintético, pasando por los toques de folk, lo gótico y lo minimalista.
Fue el primer disco de DM en el cual Peter Gordeno participó coescribiendo dos temas, lo cual marcó su primera colaboración compositiva tras 18 años con ellos en conciertos.

## Canción por canción
Going Backwards abre el álbum como un tema en dos estrofas, coro, estrofa y otro coro. Con una inspiración eminentemente country resulta un experimento un tanto hedonista que recuerda de algún modo al tema puntero de 2001 Dream on, con su combinación de electroacústica, pues de ser un tema orgánica va progresando discretamente hacia lo electrónico que es la forma en que, minimalista, concluye. La letra es el punto fuerte del tema al tratar sobre la frivolidad ante los problemas que suceden en el mundo, distraídos por el modelo capitalista, en la misma vena de temas como Blasphemous Rumours de 1984 y, sobre todo, New Dress de 1986, toda una crítica a la, literal, mecanización de la sociedad contemporánea en la que se ignoran los problemas reales y mientras más progresamos tecnológicamente como sociedad, más nos vamos deshumanizando y, en contraposición, volviéndonos viles cavernícolas, en otras palabras, yendo hacia atrás humanamente pese al progreso industrial.
Where's the Revolution es el tema expresamente socialista del álbum, el cual representa básicamente la esencia del álbum, pero es un socialismo en sus más primigenias raíces, no solo un discurso de izquierda, es un llamamiento a la conciencia, a pensar, a informarse y a participar. El sonido está basado en la corriente electroacústica del grupo, aunque evidentemente recargado más hacia el lado sintético del grupo, mientras las cuerdas son solo un acompañamiento trastocado por el sintetizador, como se hiciera desde 1987 con Strangelove, uno de los primerísimos en que incorporaran guitarra, o en Walking in My Shoes de 1993, pero Where's the Revolution vuelve al discurso más abiertamente politizado de DM prácticamente desde 1984. A diferencia de muchos otros temas de DM, éste se dirige expresamente a la gente, no al simple escucha.
The Worst Crime es otro tema basado en un sonido más folk, debido a la guitarra, con una letra depresiva y poco esperanzadora, acerca de como hemos cometido el peor de los crímenes al ignorar los males que suceden en el mundo, lírica que recuerda mucho las formas de exponentes como Tom Waits, Johnny Cash e incluso Lou Reed. Sin embargo, mientras avanza, es curioso como concluye con una forma de rock progresivo.
Scum es otro tema muy rítmico, sentado en un sonido basado principalmente en la corriente de drum and bass con esas persistentes percusiones, bastante trastocado en sus sonidos electrónicos, incluso con la voz de Gahan reprocesada para hacerla oír más robotizada, pues la temática del tema es acerca de la deshumanización de la gente, por ello reclama al oyente Escoria.
You Move la tercera colaboración compositiva entre Martin Gore y el vocalista Dave Gahan, que en este caso es la primera en aparecer como pista en álbum, es un tema de letra muy sexualizada, con menos contenido político o social, y mucho más orientada hacia el lado más sintético de DM, con una melodía de sintetizador que recuerda en muchos modos a Kraftwerk, grupo con el cual durante décadas estuviera comparándose a DM, partiendo de una base sonora sintética sumamente recargada. Otra característica del tema es que recupera mucho del sonido más perverso del grupo, con el que experimentara desde temas como Black Celebration, Clean y Corrupt, como una sensual invitación más a transgredir todas las reglas.
Cover Me es otro tema de Gahan, esta vez en colaboración con Christian Eigner y Peter Gordeno, sus músicos de apoyo en concierto, con una letra como las que acostumbra, más seguro como compositor, pero con las mismas temáticas romántico depresivas, acerca de buscar protección y consuelo, un lastimero llamado a la persona amada a apoyar en momentos trágicos. La musicalización pasa de ser una función electrónica minimalista a tener prácticamente en toda una segunda parte del tema un ejercicio electrónico melódico en progresión.
Eternal de y cantada por Martin Gore, muestra que el compositor elige de nuevo tomar los temas de sonido más experimental, en este caso una suerte de intermezzo que recuerda aquellos cortos temas que también protagonizó en el álbum de 1986 Black Celebration, el más corto también en duración en Spirit, como aquellos, con una letra sobre una promesa de protección ante el fin del mundo por radiación, pero el compromiso de amor eterno hasta donde sea humanamente posible; es quizás la pieza más depresiva del álbum y una acusación ante el clima de desesperación y cambio que se vive en todo el planeta y, sin embargo, también, la más dramática de la colección al acusar expresamente del fin proveniente de una guerra nuclear, pues cita la gran nube negra que nos cubrirá, por lo cual el único ofrecimiento que le queda por hacer en sus líricas es de protección hasta donde alguien es capaz de hacerlo, es decir, hasta la inevitable muerte.
Poison Heart es el tercer tema de Gahan en la colección, quien, al parecer, un poco más basado en los sonidos blues que caracterizan a las composiciones de Martin Gore, se inspiró más en esos sonidos tristes y pesarosos para crear una balada de desamor, sufrimiento y la soledad que esto conlleva. La musicalización es un poco más recargada en general que otros temas del álbum, rayana en la época más industrial de DM, con sonidos duros acercándose constantemente al efecto de vacío, como el propio trabajo hecho en la voz del cantante, quien transmite ese dolor a través de su canto similar a un gemido.
So Much Love es otro tema más o menos basado en sonidos drum and bass, aunque la melodía es muy cercana a la presentada en Soft Touch / Raw Nerve de Delta Machine, solo que éste suena más industrial, cercano a lo robotizado con esos sintetizadores análogos. La letra es quizás la más romántica de la colección, pues hace un sincero ofrecimiento de amor, además de la más bailable, con un acompañamiento de cuerdas en los coros, que le da esa calidad de electroacústico de la etapa más reciente de DM; sin embargo, es antes que nada un tema de amor comprometido, de aquel que perseverará ante los rechazos, porque tiene mucho amor por ofrecer en una vena del pop más tradicional.
Poorman es otro de los temas de mucho contenido político o, en su caso, de mucho contenido social, al tratar sobre la opresión de los grandes corporativos, es decir, de los grandes capitalistas, lo cual recuerda de algún modo la divertida sátira del clásico Everything Counts de 1983, pero si aquella ponía a bailar mientras hacía pensar, Poorman es un tema de sonido tristón, sentado de nuevo en sonidos electroacústicos recargados y variados, dedicados a ese trabajador, a ese pobre hombre.
No More (This is the Last Time) es el último tema de la dupla Gahan-Uenala en que se hace un acercamiento un poco más comprometido con un sonido clásico electrónico y una letra con esas obsesiones de Gahan sobre relaciones destruidas, la falta de paciencia y la última vez en que se dará una oportunidad, porque no más, esto es, cuando se ha entendido que no queda más por ofrecer, ni porque esforzarse.
Fail es el tema que cierra la colección y es una pieza en voz del propio Gore, su autor, bastante pesimista. Basada en un sonido electrónico minimalista, que va progresando nutriéndose de más sonidos y efectos, es una acusación contra la apatía, la vergüenza que debemos sentir por el punto al que hemos llegado, la futilidad del presente, pero siempre con ese casi imperceptible asomo de esperanza acerca de poder cambiar las cosas, todo sentado sobre un sonido pop electrónico evolucionado al punto a donde debía llegar el género por el cual DM ha hecho tanto.